# Горіхова (річка)
Горіхова, Оріхова (рос. Ореховая; Б. Ореховая) — річка в Україні у Попаснянському районі Луганської області. Ліва притока річки Лугані (басейн Азовського моря).

## Опис
Довжина річки приблизно 7,79 км, найкоротша відстань між витоком і гирлом — 6,91  км, коефіцієнт звивистості річки — 1,13 . Формується декількома балками та загатами.

## Розташування
Бере початок на північно-західній околиці села Оріхове. Тече переважно на південний схід і у селищі Голубівське впадає у річку Лугань, праву притоку Сіверського Дінця.

## Цікаві факти
- Біля витоку річки з північної сторони у селі Оріхове пролягає автошлях Р66[3] (автомобільний шлях регіонального значення в Україні. Проходить територією Луганської області через Дьоміно-Олександрівку — Троїцьке — Нижню Дуванку — Сватове — Кремінну — Рубіжне — Сєвєродонецьк — Лисичанськ — Гірське — Олександрівськ — Луганськ. Загальна довжина — 218 км.).
- У XIX столітті на річці у селі Оріхове існувало 2 вітряних млинів[2].